# Anne Herdorf
Anne Cathrine Herdorf (født 10. juli 1967 i København) er en dansk sangerinde, skuespiller og sygeplejerske, der blev kendt efter hun vandt Dansk Melodi Grand Prix 1987 med sangen "En lille melodi", der var skrevet af Helge Engelbrecht. I 1992 var hun desuden vært sammen med Anders Frandsen.
Hun optrådte flere år professionelt på de danske scener, medvirkede i musicals såsom Frk. Nitouche, Annie Get Your Gun og Judy Garland. Hun optrådte også sammen med danseorkestret Milles, ligesom hun sammen med Anne Dorte Michelsen, Julie Michelsen, Cæcilia Glode og Cathrine Nordseth udgjorde kvartetten Venter på Far.
Senere blev hun uddannet sygeplejerske og arbejdede på Gentofte Hospital indtil hun i juli 2010 blev fyret som led i en sparerunde.
Frem til 2001 var hun gift med pianist og kapelmester Jens Krøyer (født 1963).

## Filmografi
- Kampen om den røde ko, 1987
- Alle elsker Debbie, 1988, TV-serie
- En afgrund af frihed, 1989
- Værelse 17, 1993